# نتوء حلمي
الناتِئُ الخُشَّائِي أو النتوء الحلمي أو النتوء الخُشَّائِي (بالإنجليزية: Mastoid process)‏ أو الخُشَّاء هو الجزء الناتئ من الأجزاء الخمسة في العظم الصُدغي في الجمجمة. ويقع على جانب الجمجمة خلف الأذن مباشرة. وهذا الناتئ يمكن أن يشعر به المرء في المنطقة الصلبة خلف الأذن وتحتها مباشرة.
وعظمة الزائدة الحلمية هي عظمة مسامية، مثل الإسفنج وتسمَّى هذه المسام أو الأماكن المجوفة خلايا الخشاء، وهي تختلف اختلافاً كبيرا في الحجم والعدد من شخص إلى آخر. وهي تتصل بتجويف أكبر وغير منتظم الشكل يُسمَّى التجويف الطبلي. ويفتح هذا التجويف في الأذن الوسطَى. ويمتد الغشاء المخاطي للأذن الوسطى في التجويف الطبلي مع خلايا الخُشَّاء. وتنتشر التهابات الأذن الوسطى من خلال هذه القنوات، ويمكن أن تصيب خلايا الخُشَّاء بالعدوَى. ويُطلق الأطباء على هذه العدوى التهاب الخشاء.
ويمكن أن يكون التهاب الخُشَّاء خطيراً لأن خلايا الخُشَّاء قريبة من أعضاء السمع ومن أعصاب مهمة ومن الوريد الوداجي الباطن. فإصابة الخُشَّاء بالعدوى يمكن أن تنتشر إلى هذه الأعضاء أيضاً.
ومن الممكن أن يحدث الالتهاب الخشائي من التمخط بطريقة خاطئة. فإذا جعل الإنسان فتحتي الأنف مغلقتين عند التمخط، فقد تُدفع الميكروبات بقوة من الحلق إلى داخل القناتان السمعيتان، وهاتان القناتان تصل الجزء الخلفي من الأنف (وتحديداً البلعوم الأنفي) بالأذن الوسطى. وقد يتم الشفاء من التهاب الخُشَّاء بالمضادات الحيوية. ولكن الحالات الخطيرة قد تحتاج إلى جراحة.

## الأصل اللغوي
| نتوء حلمي | الخُشَشَاوانِ: عظمان ناتيان خلْفَ الأذُنين. ويقال للواحد خُشَّاء أيضاً. ولم يجيء في كلام العرب فُعْلاء مضمومة الفاء ساكنة العين إلاّ هذه وقُوباء، والأصل فيها التحريك. | نتوء حلمي |

أصل تسمية الزائدة بالحلمية هو أنها تشبه حلمة الثدي.